# 売春防止法
売春防止法（ばいしゅんぼうしほう、昭和31年5月24日法律第118号）は、売春を助長する行為等を処罰するとともに、性行または環境に照らして売春を行うおそれのある女性に対する補導処分および保護更生の措置を講ずることによって、売春の防止を図ること（1条）に関する日本の法律である。
公布は1956年5月24日、施行は1957年（昭和32年）4月1日、罰則の施行は1958年4月1日。この法律の施行に伴い、1958年（昭和33年）に赤線が廃止された。

## 主務官庁
主所管
- 法務省刑事局刑事課
- 法務省人権擁護局調査救済課

副所管（2024年3月31日まで）
- 法務省矯正局成人矯正課

2024年（令和6年）3月31日まで存在した婦人補導院を担当していた。『困難女性支援法』施行に伴い婦人補導院の制度が廃止され、後継組織『女性相談支援センター』については厚生労働省社会・援護局総務課女性支援室に移管された。
連携
- 内閣府男女共同参画局推進課 - AV出演被害防止・救済法を所掌
- こども家庭庁成育局安全対策課 - 児童福祉法を所掌
- 警察庁生活安全局人身安全少年課
- 警察庁生活安全局保安課
- 厚生労働省社会・援護局総務課 - 困難女性支援法を所掌
- 厚生労働省社会・援護局保護課

## 沿革
日本には、江戸時代の遊廓に端を発する公娼制度が存在していたが、1872年（明治5年）に、明治政府が太政官布告第295号の芸娼妓解放令により公娼制度を廃止しようと試みた。しかし、実効性に乏しかったこともあり、1900年（明治33年）に至り公娼制度を認める前提で一定の規制を行っていた（娼妓取締規則）。1908年（明治41年）には非公認の売淫を取り締まることにした。また日本キリスト教婦人矯風会が、売春禁止を求めて運動を起こした。
大東亜戦争（太平洋戦争・第二次世界大戦）後の占領下においては、進駐米軍人を主な顧客とする公娼施設『特殊慰安施設協会』が設けられるも、一方でGHQ司令官ダグラス・マッカーサーは日本人向けの伝統的な公娼制度を廃止するよう要求した。
1946年（昭和21年）に娼妓取締規則が廃止され、1947年（昭和22年）1月15日に、いわゆるポツダム命令として、婦女に売淫をさせた者等の処罰に関する勅令（昭和22年勅令第9号）が出された。公娼制度は名目的には廃止されたが、赤線地帯は取り締まりの対象から除外されたため、事実上の公娼制度は以降も存続した。なお、一部の自治体は勅令とは別に、同時期に売春それ自体を処罰する売春取締条例を成立させている。その後、風紀の紊乱などを防止するため、全国的に売春を禁止する法規の必要性が論じられるようになった。

売春防止法の元祖は、1948年（昭和23年）の第2回国会において、売春等処罰法案として提出されたものである。しかし、処罰の範囲等に関する合意の形成が不十分であったため、厳格すぎるとして審議未了、廃案となった。しばらく間を置いた後の1953年（昭和28年）から1955年（昭和30年）にかけて、第15回、第19回、第21回、第22回国会において、神近市子などの女性議員によって、議員立法として同旨の法案が繰り返し提出された。これらは多数決の結果、いずれも廃案となった。第22回国会では連立与党の日本民主党（現・自由民主党）が反対派から賛成派に回り、一時は法案が可決されるものと思われたが、最終的には否決された。一方で、1955年（昭和30年）10月7日最高裁判所において、酌婦業務を前提とした前借金契約を公序良俗違反として無効であるとの判例変更がなされるなど、売春を容認しない社会風潮は着実に進みつつあった。
1956年（昭和31年）、第4回参議院議員通常選挙を控える中で、第24回国会が開催された。自由民主党は選挙に向けて女性票を維持および獲得しようとの狙いから、売春対策審議会の答申を容れて、一転して売春防止法の成立に賛同した。法案は5月2日に国会へ提出され、同月21日に可決した。売春防止法は翌年の1957年（昭和32年）4月1日から施行されることになったが、刑事処分については1年間の猶予期間が設けられ、1958年（昭和33年）4月1日から適用するものとされた。
法律が成立して以降、赤線業者は保守合同により誕生した自民党の国会議員に接近し、同法を撤回すべしとの説得を試みた。これに応える形で、自民党は1957年（昭和32年）5月に風紀衛生対策特別委員会（略称：風対委）を設置し、審議の場とした。赤線業者は、転廃業のための満足な猶予期間および国家補償が必要であるとして、猶予期間の延長を求め、即時の施行に反対する姿勢を示した。また、自民党に対しては、全国で63の市町村長、1の県議会議長、37の市町村議会議長、25の自由民主党支部長、151の商工会議所から、法の完全な実施を延期すべきであるとの陳情書が提出された。
この頃、東京地検特捜部は東京都新宿区新宿二丁目で赤線業者を捜査した際に、貴重な資料となる帳簿を入手した。そして、1957年（昭和32年）10月2日には全国性病予防自治会の事務局長、同月12日には理事長を、風紀衛生対策特別委員会の構成員に対する贈賄罪の容疑で逮捕した（売春汚職事件）。この結果、風紀衛生対策特別委員会は、事実上の解散に追い込まれた。
1958年（昭和33年）4月1日、売春防止法は施行における猶予期間を経過し、以降も売春の業を営む者に対しては刑事処分が課せられることになった。

なお日本の主権下になかった、アメリカ施政権下の小笠原諸島およびアメリカ合衆国による沖縄統治においては適用されず、小笠原諸島は小笠原諸島返還協定および小笠原復帰特措法の発効により日本に復帰した1968年（昭和43年）6月26日から適用された。沖縄県では、本土復帰に先立つ1970年（昭和45年）7月10日に、琉球政府の立法として売春防止法(1970年立法第93号）が制定された。公布の日から一部施行および周知が行われ、刑事処分については1972年（昭和47年）7月1日から施行とされたが、その前の同年5月15日に沖縄返還が実現したため、沖縄復帰特措法第25条により、本土の売春防止法が適用されることになった。
2022年5月25日に公布された困難な問題を抱える女性への支援に関する法律（令和4年法律第52号）附則第4条の規定により、売春防止法が改正されて補導処分が廃止され、附則第10条の規定により婦人補導院法が廃止されることになった。これらの改正は、2024年4月1日から施行された。

## 定義
本法にいう「売春」の定義とは、「対償を受け、または受ける約束で、不特定の相手方と性交すること」をいう（2条）。
ただし、上記のような売春やその相手方となることは禁止されているものの（3条）、それだけでは逮捕・処罰されない。これは、売春に陥った者は刑事罰よりも福祉の救済を必要とする者であるという観点で立法されていること、捜査方法いかんによっては証拠収集に微妙な問題をはらむこと（違法収集証拠排除法則）が理由とされる。
売春の要件に「不特定の相手方」と規定していることから、「対償を受け、または受ける約束」をして性交を行った場合であっても、それが「特定の相手（配偶者や恋人等）」であるならば、売春とはならない。
このため、本法で処罰の対象となるのは、以下によるものである。
1. 公衆の目に触れる方法による売春勧誘（いわゆる街娼、立ちんぼ。第5条）
2. 売春の周旋（いわゆるポン引き。第6条）
3. 困惑等により売春をさせる行為（第7条）、それによる対償の収受（第8条）
4. 売春をさせる目的による利益供与（第9条）
5. 人に売春をさせることを内容とする契約をする行為（第10条）
6. 売春を行う場所の提供（第11条）
7. 人を自己の占有し、もしくは管理する場所または自己の指定する場所に居住させ、これに売春をさせることを業とした者（いわゆる管理売春、第12条）
8. 売春場所を提供する業や、管理売春業に要する資金等を提供する行為（第13条）

なお、売春防止法第2条にいう「性交」には、性交類似行為は該当しないものとして扱われており、それらを取り締まる必要がある場合は、各都道府県の迷惑防止条例ないしは刑法の不同意わいせつ罪が適用される。